# Бат (Илиноис)
Бат (енгл. Bath) град је у америчкој савезној држави Илиноис.

## Демографија
По попису из 2010. године број становника је 333, што је 23 (7,4%) становника више него 2000. године.
| Група             | 2000.       | 2010.       |
| Белци             | 298 (96,1%) | 331 (99,4%) |
| Афроамериканци    | 1 (0,3%)    | 0 (0,0%)    |
| Азијати           | 0 (0,0%)    | 0 (0,0%)    |
| Хиспаноамериканци | 1 (0,3%)    | 2 (0,6%)    |
| Укупно            | 310         | 333         |